# 贛州
贛州（かんしゅう）は、中国にかつて存在した州。現在の江西省贛州市一帯に設置された。

## 漢代
紀元前201年、漢朝が設置された贛県（県治は贛州市南西部）を前身とする。

## 魏晋南北朝時代
349年（永和5年）、東晋は南康郡を設置、贛県はその郡治となり、南北朝時代になると南朝宋により南康国の国治とされたが、南朝斉により再び南康郡とされた。

## 隋代
589年（開皇9年）、隋が南朝陳を滅ぼすと、虔州を置かれた。607年（大業3年）、郡制施行に伴い虔州は南康郡と改称され、下部に4県を管轄した。隋代の行政区分に関しては下表を参照。
| 隋代の行政区画変遷 | 隋代の行政区画変遷                                           | 隋代の行政区画変遷 | 隋代の行政区画変遷        |
| 区分               | 開皇元年                                                     | 区分               | 大業3年                   |
| ------------------ | ------------------------------------------------------------ | ------------------ | ------------------------- |
| 州                 | 江州                                                         | 郡                 | 南康郡                    |
| 郡                 | 南康郡                                                       | 県                 | 贛県 雩都県 虔化県 南康県 |
| 県                 | 贛県 雩都県 陂陽県 寧都県 虔化県 平固県 南康県 南野県 安遠県 | 県                 | 贛県 雩都県 虔化県 南康県 |

## 唐代
622年（武徳5年）、唐が江南を平定すると、南康郡は虔州と改められた。742年（天宝元年）、虔州は南康郡と改称された。758年（乾元元年）、南康郡は虔州の称にもどされた。虔州は江南西道に属し、贛・雩都・虔化・南康・信豊・安遠・大庾の7県を管轄した。

## 宋代以降
1153年（紹興23年）、南宋により虔州は贛州と改称された。宋のとき、贛州は江南西路に属し、贛・雩都・虔化・信豊・興国・会昌・瑞金・石城・安遠・竜南の10県を管轄した。
1277年（至元14年）、元により贛州は贛州路と改められた。贛州路は江西等処行中書省に属し、録事司と直属の贛・雩都・信豊・興国・石城の5県と寧都州に属する竜南・安遠の2県と会昌州に属する瑞金県の合わせて2州8県を管轄した。1365年、朱元璋により贛州路は贛州府と改められた。
明のとき、贛州府は江西省に属し、贛・雩都・信豊・興国・会昌・安遠・寧都・瑞金・竜南・石城・長寧・定南の12県を管轄した。
清のとき、贛州府は江西省に属し、贛・雩都・信豊・興国・会昌・安遠・竜南・長寧の8県と定南庁・虔南庁を管轄した。
1913年、中華民国により贛州府は廃止された。